# Holwell (Leicestershire)
Holwell – wieś w Anglii, w Leicestershire, w dystrykcie Melton, w civil parish Ab Kettleby. Leży 4,7 km od miasta Melton Mowbray, 23,5 km od miasta Leicester i 153,8 km od Londynu. W 1931 roku civil parish liczyła 191 mieszkańców. Holwell jest wspomniana w Domesday Book (1086) jako Holewelle.